# North Shore (Long Island)

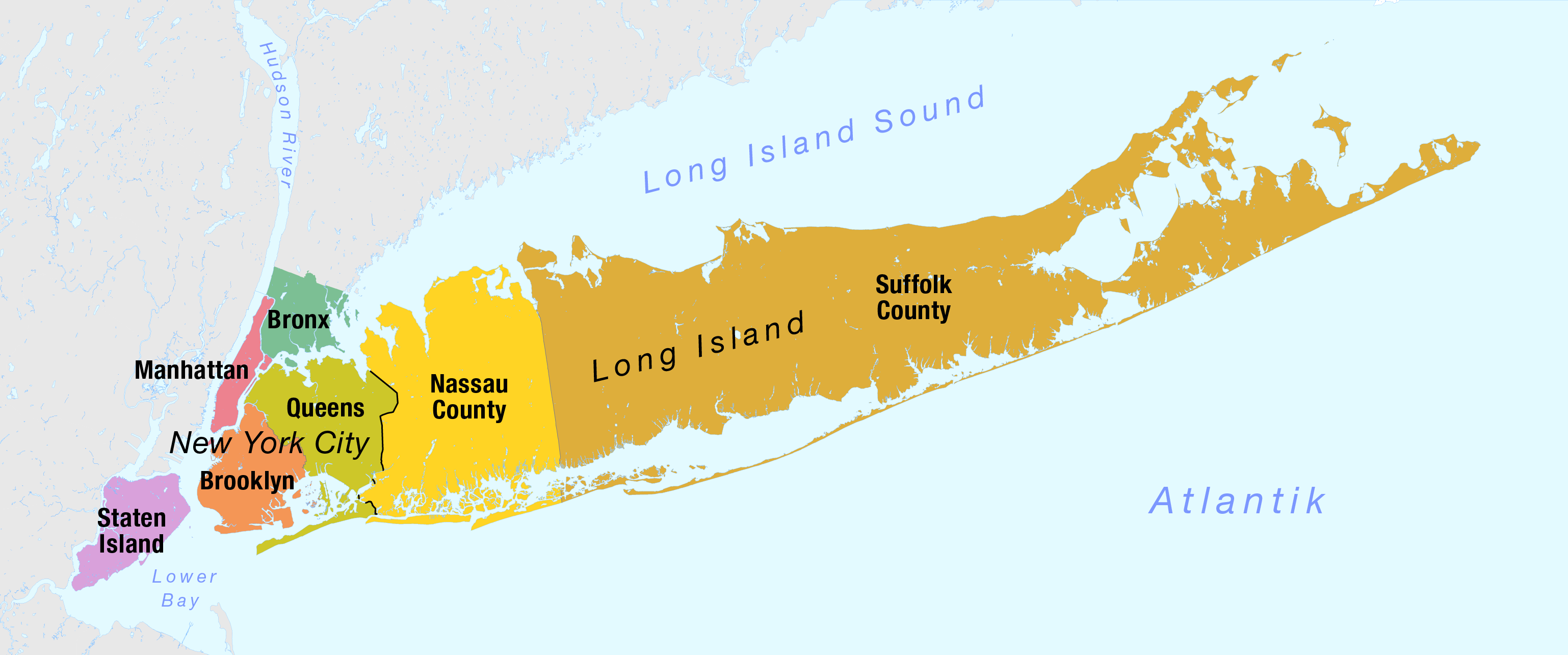
Long Island térképe

A North Shore a New York államhoz tartozó sziget, Long Island északi részére utal, szokták még Gold Coast névvel (Arany-part) is illetni. A szigetnek ezt a részét a jégkorszaki óriásgleccserek formálták, morénák jellemzik, hegyesebb, tengerpartja sziklásabb, mint Long Island déli, atlanti-óceáni, homokos partja.
Az eredetileg főleg mezőgazdasági terület arculata a második ipari forradalom alatt változott meg, ekkor a szigetnek New Yorkhoz és Manhattanhez közeli északi régiójában pazar kastélyok épültek az itteni birtokokon. Az 1890-es évek elejétől több mint 500 kastély jelent meg, koncentrálódott itt mintegy 180 km2-en. Az USA legvagyonosabb családjai (Vanderbilt, Astor, Whitney, Charles Pratt, J. P. Morgan, F. W. Woolworth) építkeztek itt az aranyozott kor idején, ezért is kapta az Arany-part ragadványnevet. A jelentős amerikai építészek által tervezett kastélyok a legkülönbözőbb stílusban épültek. A II. világháború után jórészüket lebontották, a birtokokat felosztották és elővárosi fejlesztések indultak el a területen. Mintegy 200 kastély fennmaradt, ezek egy részét múzeummá – pl. Theodore Roosevelt otthona, a Sagamore Hill – konferenciahelyszínné, vagy különböző intézmények otthonává alakították át.

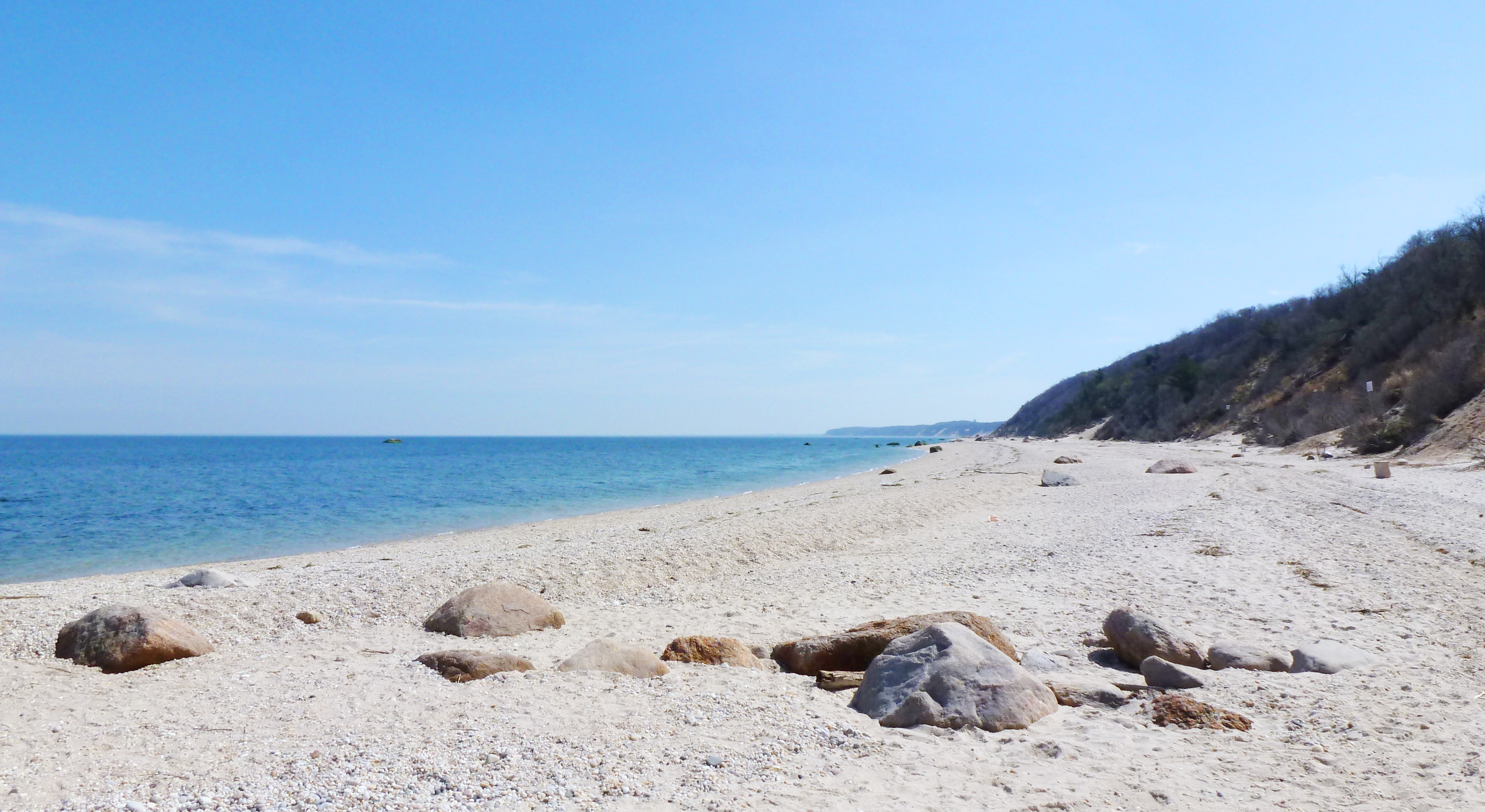
Tengerpart
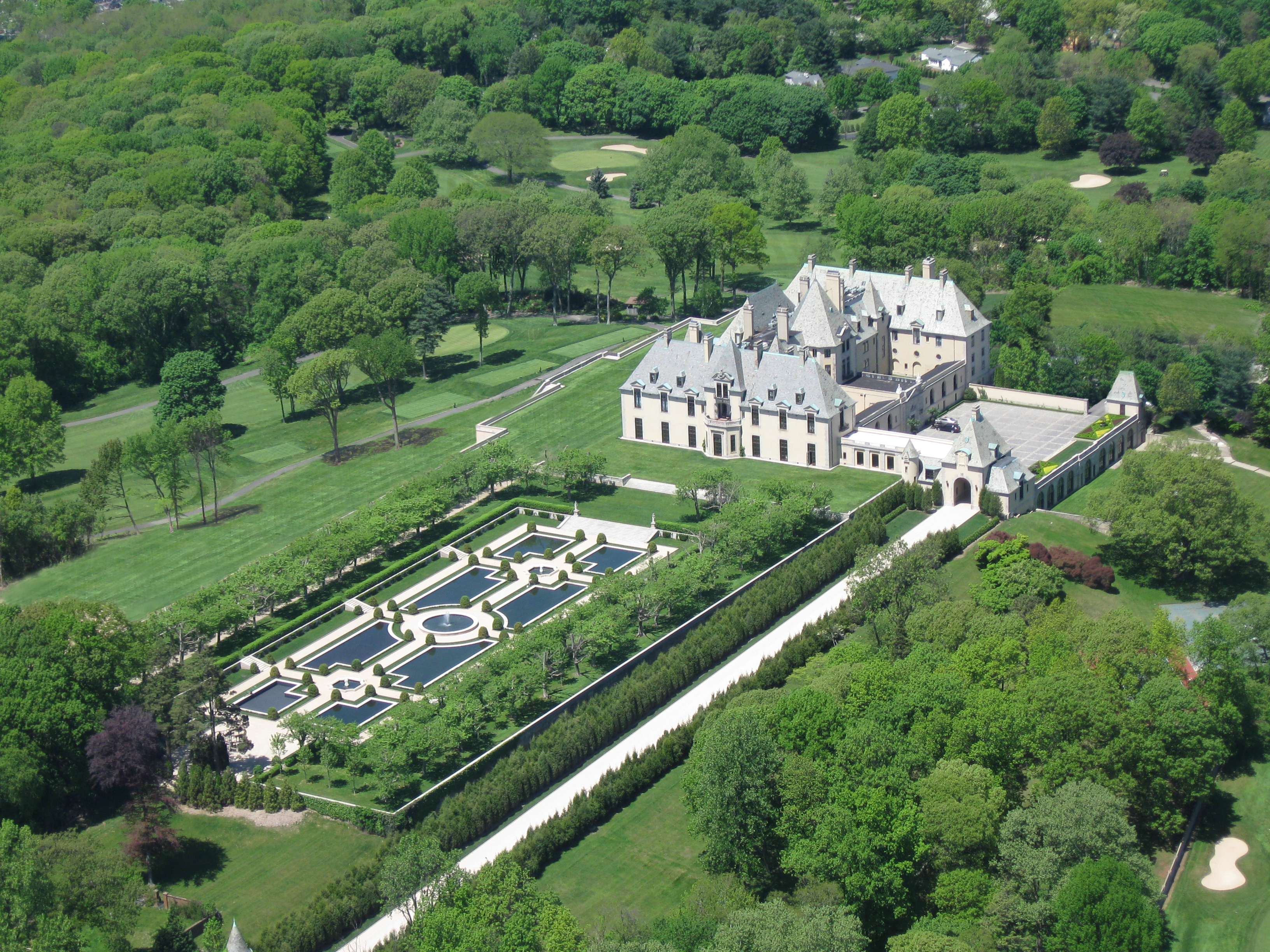
Oheka Castle, Otto Hermann Kahn bankár birtokán – jelenleg szálloda
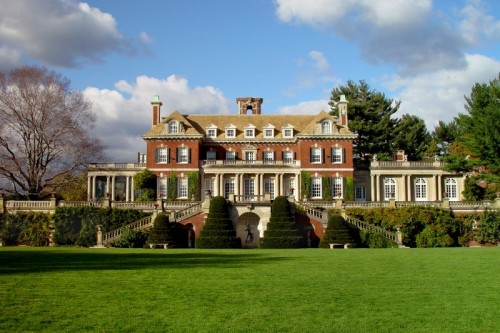
Az Old Westbury Gardens, az USA acélmágnása, John Shaffer Phipps kastélya – jelenleg múzeum
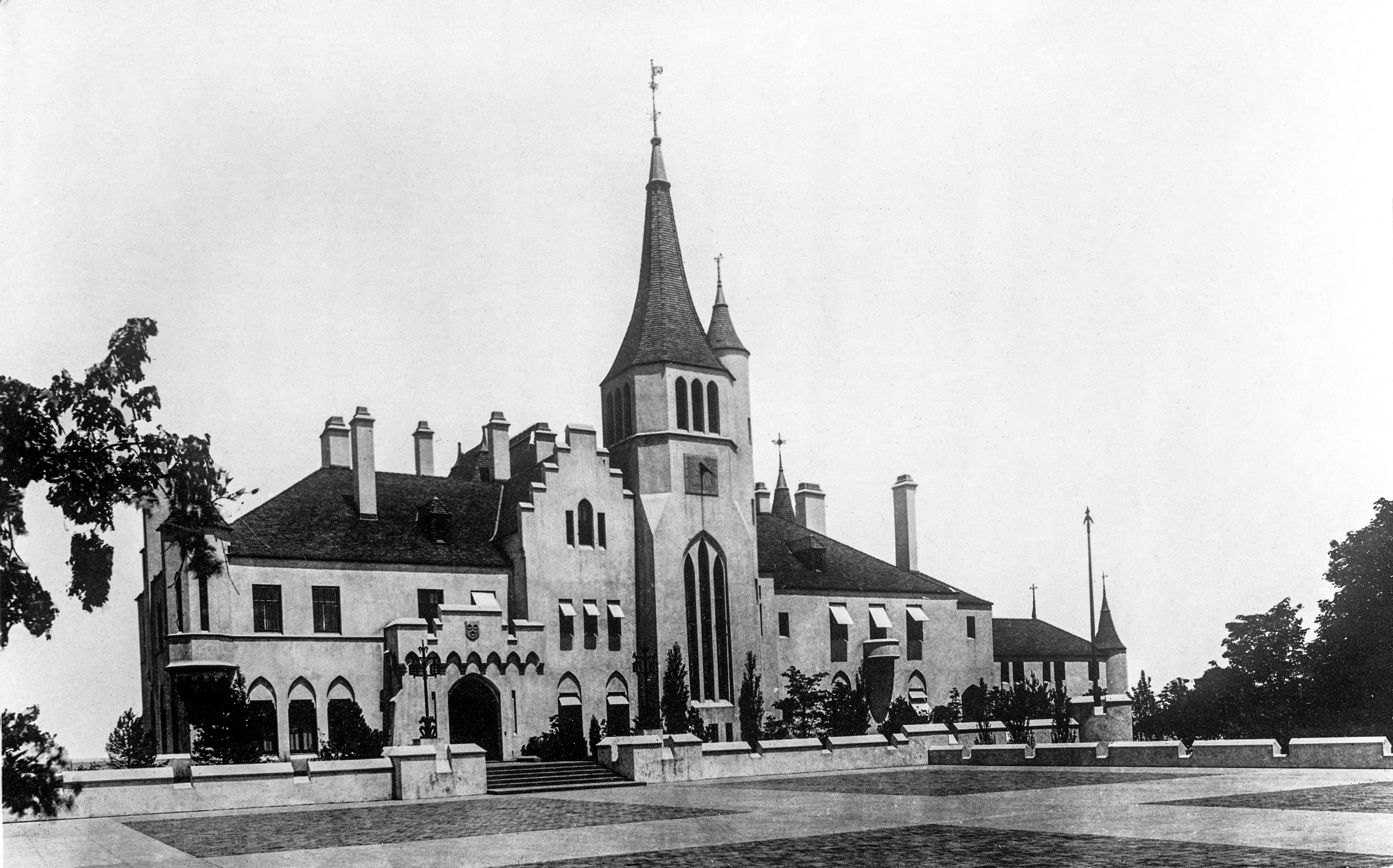
Beacon Towers – 1945-ben lebontották